# 暗視装置

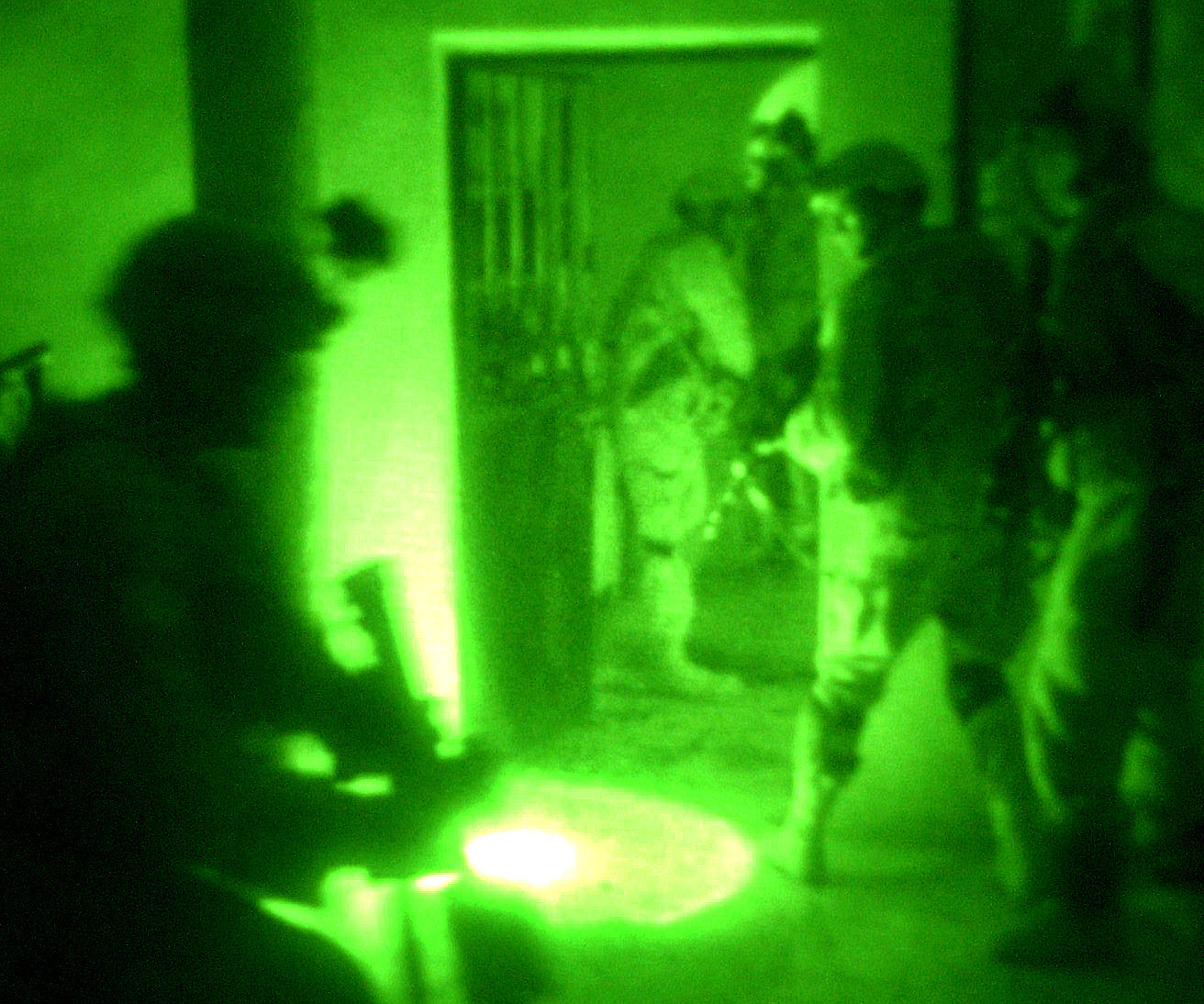
イラクで使用されたアメリカ陸軍の暗視装置画像

暗視装置（あんしそうち、英: night-vision device、NVD; 英: night-vision goggle、NVG; 暗視鏡、暗視眼鏡とも）は、夜間や暗所でも視界を確保するための装置。航空機用のものについてはANVIS（英: Aviator's Night Vision Imaging System）と略称される。
元々は軍事技術として開発・発展したものだが、1980年代後半から天文用としても注目された。自動車や監視カメラなど民生用にも応用され、玩具や双眼鏡のような日用品としても販売されている。

## 概要

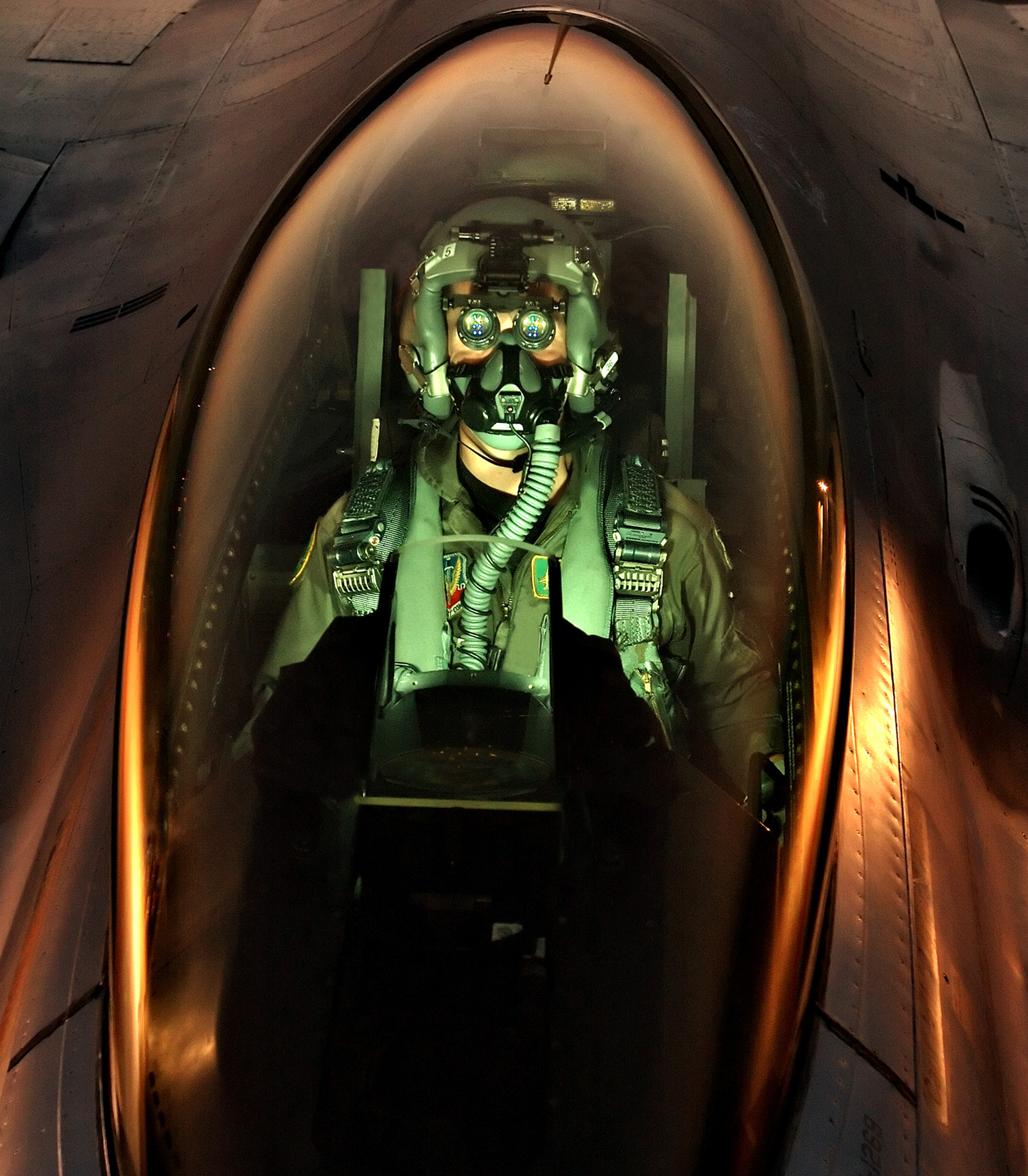
ANVISを装着したF-16パイロット（バーモント空軍州兵）

赤外線を処理して可視化する、わずかな可視光を増幅するなどして、暗所での視覚を補助するための装置である。赤外線を利用する場合は可視光線と異なり、肉眼で直接認識できる「色」がない。暗視装置で可視化する際、赤外線を波長ごとに分けて色を付けて表示することは困難ではないが、その結果は可視光線と肉眼によった色彩感覚とは大きく異なるために、視覚を補助する装置の機能としては意味がなく、状況によっては却って邪魔にもなりうる。そのため画面は明暗のみの表現となる。可視光線の波長の中間の色が緑色で、最も知覚しやすい色であるとされることから、たいていは緑系統の単色で表示される。
民生用に市販されているものに関しては、軍事目的に転用可能なため生産国の輸出制限など様々な制限がある。
原理的には、超音波や赤外線以外の電磁波を使って暗視装置を作ることも可能だが、後者に関してはレーダー画像衛星などは原理としては同じであるものの、いずれも実用性の面では困難である。

### 性能指数(FOM)
性能指数(FOM) は、ナイトビジョンデバイスの有効性と明瞭さを定量的に示す数値。これは、デバイスの使用中にユーザーが検出できるミリメートルあたりのラインペアの数にイメージインテンシファイアの信号対雑音比を掛けて計算される。
1990年代後半、光電陰極技術の革新により信号対雑音比が大幅に向上し、新たに開発された増幅管が標準の第3世代増幅管の性能を上回り始めた。
2001年までに、米国連邦政府は、増幅管の「世代」は増幅管の全体的な性能を決定する要因ではないと結論付け、イメージインテンシファイア管の性能を決定する際に「世代」という用語を無関係にした。これが輸出規制の根拠となっている。
メーカーによって採用されている画像増強技術はさまざまだが、戦術的な観点から見ると、暗視システムは暗い場所での視覚を可能にする光学装置である。米国政府自体は、運用者が夜間にはっきりと見える限り、技術自体にはほとんど違いがないという事実を認識している。その結果、米国は世代ではなく性能指数に基づいて輸出規制を行っている。
ITAR規制では、FOMが1400（2022年段階で米軍制式装備品のPVS-31DはFOM2376+程度）を超える米国製の増幅管は米国外に輸出できないと規定している。ただし、国防技術安全保障局(DTSA) は、ケースバイケースでそのポリシーを放棄することができる。

### 呼称／表記について
暗視装置はイメージ・インテンシファイア（Image Intensifier、I.I.）、ノクトビジョン（Nocto Vision）と表記/呼称されることもある。
現代では「暗視装置」と呼称/表記されることが一般的であるが、時代の古い資料や書籍などでは「ノクトビジョン」「ナクトビジョン」の表記も多く見られる。

## 分類

### 可視近赤外 (VNIR) 帯域
暗視装置の登場以来、一貫して、可視光線と近赤外線（英語: Visible and Near Infrared, VNIR; 波長およそ0.3~1.4μm）を使用する機種が主流となってきた。

#### アクティブ方式

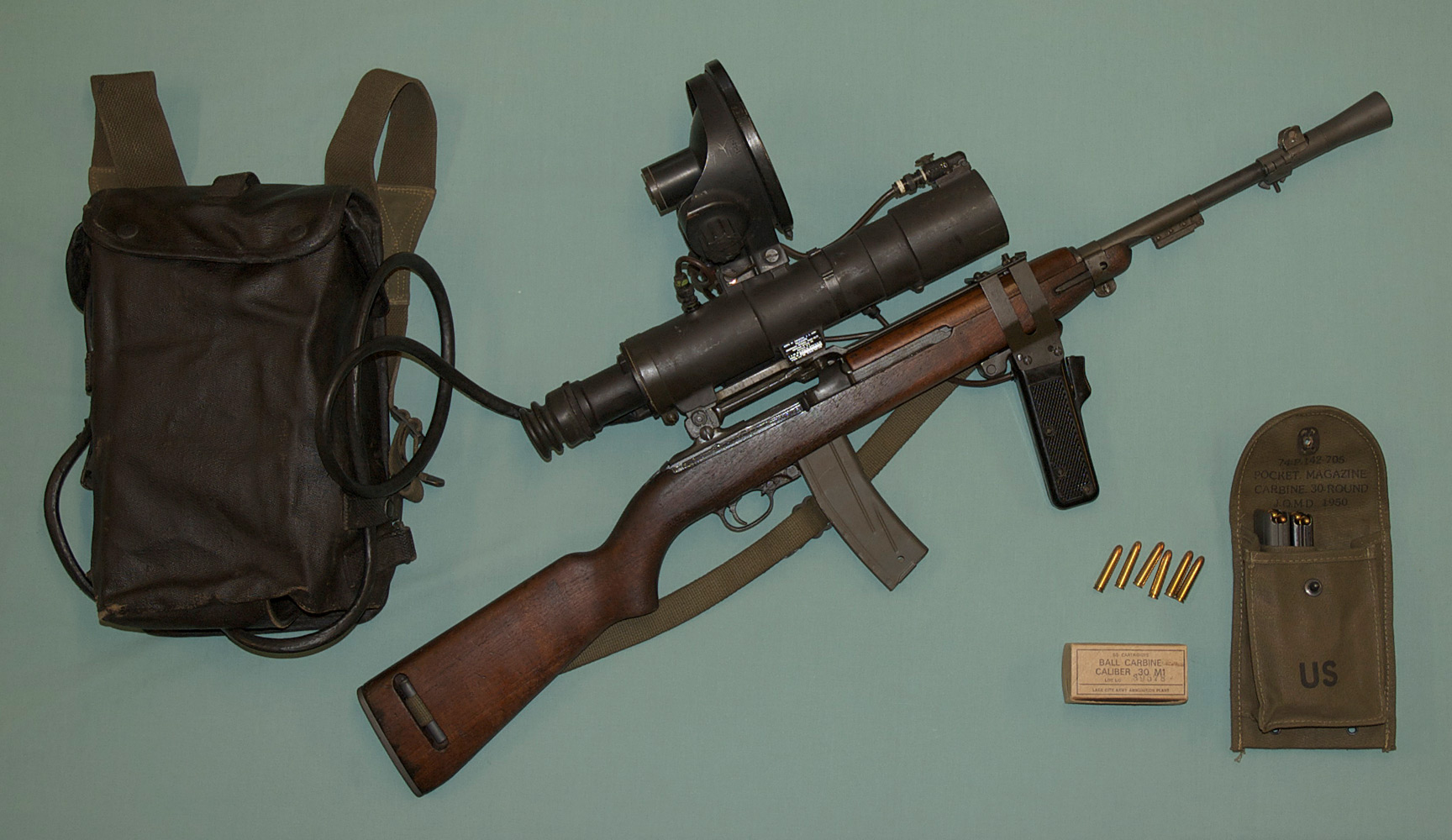
M3 カービン・システム。最上段が赤外線ランプ、その下が暗視スコープ。背嚢にはバッテリーが収納される

第0世代と区分される、もっとも初期の暗視装置は、JEDEC番号でS-1型の分光感度特性を備えていた。すなわち、近紫外線から近赤外線におよぶ広い波長域に感度を示すものの、いずれも感度が低いものであった。このため、目標の像を捉えるためには、こちらから光線を照射して、反射光を増強する必要があった。可視光を照射しては暗視装置の意味がないため、照射光としては近赤外線が用いられる。
近赤外線は、人間の目では知覚できないものの、それ以外の点では、可視光線とほとんど変わらない特性を備える。従って、第0世代暗視装置の基本的な原理としては、通常の照明の代わりに近赤外線ライトで対象を照らしだして、その反射光を暗視装置で捉え、知覚できるように変換することになる。そのため、「照射装置」と「受像装置」の二組をセットで運用する必要があり、イメージ増幅管が高い電圧を必要とするために、動作電力源として重い積層バッテリーもセットで持ち歩かなければならなかった。仕組みとしては光学式のスコープに赤外線受像装置を付けただけのもので、バッテリーは赤外線ライトのためだと誤解されることがあるが、ライトの電源としてはそれほど大きなものが必要なわけではない。反射してきた赤外線を赤外線フィルター越しに見ても人間の目には見えない。赤外線フィルターはライトから可視光線が出ないようにするためのものである。
この種の暗視装置は、第二次世界大戦中にドイツ軍がパンター戦車搭載用として、世界で初めて実用化に成功した。また、個人用としては、大戦末期の1945年にドイツ軍が実用化した「ZG1229 Vampir（ヴァンピール：「チスイコウモリ」ないし「吸血鬼」の意）」が最初のものである。これは、StG44に装着して使用されるアクティブ赤外線方式の暗視スコープであり、有効距離は100mほどしかなかった。後にアメリカ軍でもM3カービンとして同様の装置が実用化され、ベトナム戦争のころまで使用されていた。M3カービンは、銃を含めたシステム一式の重量が14kgもあり大変に重くてかさばる装備だった。重量の半分以上はバッテリーであるため、後年になるほどバッテリーの小型化による重量軽減が進むが、それでもかなり重い装備であることに変わりなかった。
このような暗視装置は赤外線ライトの出力によって視認距離が変わるため、ドイツ軍では装甲ハーフトラックに大型の赤外線照射灯を搭載した車両も作られた。「Sd Kfz 251/20 ウーフー（Uhu：ワシミミズクの意）」と呼ばれたこの車両は、60cm口径の赤外線サーチライトを装備しており、1,500mの距離で目標を視認することが可能であった。
ただし、近赤外線は人の目には見えないものの、相手も同様の装置を持っている場合は照射源を暴露してしまう欠点があった。つまり相手はみずから赤外線ライトを照射することなく、暗視装置の視界に浮かび上がって見える光源をとらえ、さらに光源に向かって攻撃することもできる。1960年代にはソビエト連邦軍を初めとする共産圏でも同様の装備が出現し、PSO-1のように赤外線フィルタを内蔵することで照射源を目視できる光学照準器が登場したことで被発見率が高まったことや、光電子増倍管の技術進歩によって投光せずとも充分な像を得ることができるようになったことから、第0世代の暗視装置は徐々に退役していくことになった。

#### パッシブ方式
1960年代には、光電子増倍管の進歩に伴い、自然に存在する可視光を利用して像を生成することができるようになった。星や月の光を増幅して視界を得ることから微光暗視装置（英語: Starlight scope）と通称されており、ベトナム戦争から実戦投入が始まった。第0世代（=アクティブ近赤外線式）と違って赤外線投光機が不要であるので、被発見性が著しく低減された一方、構造物や洞窟の中など完全な暗闇では使用できず、気象に左右されるという欠点がある。
性能と特性に応じて、下記のように世代区分される。
第1世代
ダイノード型光電子増倍管による可視光増幅方式を採用しており、分光感度特性はS-20型、光増幅率は1,000倍程度であるため、月の光程度の明るさが必要となる。有効視認距離はおおむね100メートル前後であった。
- AN/PVS-2
- NSPU/1PN34

第2世代
マイクロチャンネルプレート（MCP）型光電子増倍管による可視光増幅方式を採用しており、分光感度特性はS-25型、光増幅率は20,000倍程度まで向上しており、有効視認距離は星の光で1,500メートル、月の光で2,700メートルとされている。ただし、高速の移動目標に対する結像能力に問題があり、戦車などの照準用としては不適であった。
- AN/PVS-4
- AN/PVS-5 ※PVS-5Dは第3世代相当
- 微光暗視眼鏡 JGVS-V3
- 75式照準用微光暗視装置II型 (B)

第3世代
第2世代と同様、MCP型光電子増倍管による可視光増幅方式を採用している。ただし、S-25型光電子増倍管にかえてヒ化ガリウム（GaAs）素子を採用することによって、検知可能な帯域が近赤外領域まで拡大しているほか、イオンバリア・フィルムにより被覆することで、より感度を向上させ、ノイズを削減している。光増幅率は30,000-50,000倍に向上し、有効視認距離も25%増加したとされている。また、通常の可視光増幅方式に加え、パッシブ遠赤外線方式を併用する機種も出現している。
なお、高性能であることから、第3世代暗視装置の多くは生産国による輸出入規制が適用されており、使用者は官公庁に限られる。
- AN/AVS-6 ANVIS

- 個人暗視眼鏡 JAVN-V6

- AN/PVS-7
- AN/AVS-9
- AN/PVS-14 ※単眼式

- 個人用暗視装置 JGVS-V8

- AN/PVS-15 ※双眼式
- GPNVG-18 ※四眼式
- AN/PVS-31 ※双眼式
- AN/PSQ-20 パッシブ遠赤外線方式（サーマルイメージ）併用。
- PN16K / PN21K

### 熱赤外 (TIR) 帯域

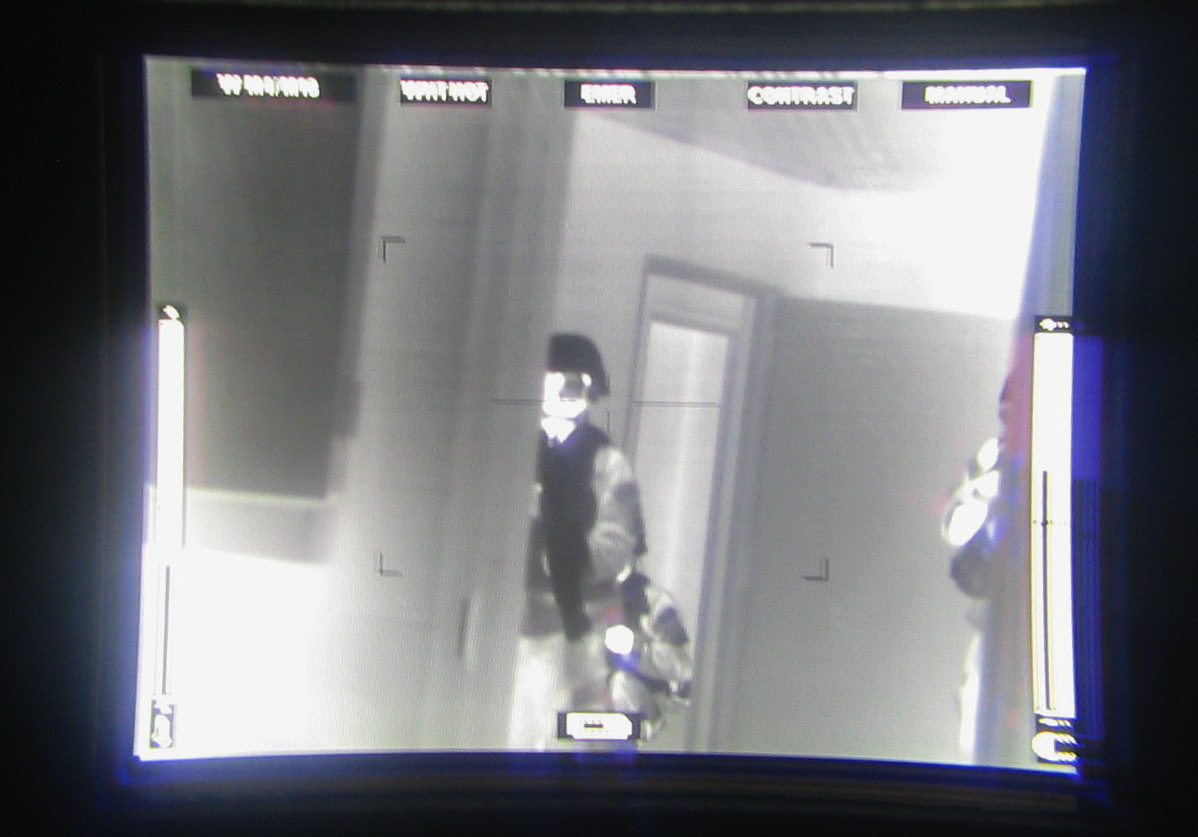
PAS-13熱線映像装置による映像

物体から放出される熱赤外線（波長 8-15μm、英語: Thermal InfraRed）を可視化する装置。これによる画像がいわゆるサーモグラフィー画像であり、このための装置を熱線映像装置（英: thermal imager ）と称する。なお、第0世代のアクティブ式暗視装置が使用していたのは近赤外線であり、熱線映像装置で使用される熱赤外線と近い周波数ではあるが、特性上大きく異なるものである。
あらゆる物体はそれ自身の温度によった遠赤外線を出している（黒体放射）ため、熱線映像装置は、光源が無い場所でも目標を視認することが可能となる。また、遠赤外線は可視光線と比較して、解像度が劣る一方で透過能力に優れるため、ある程度であれば煙越しに像を捕らえることもできる。例えば兵士や対空砲台が森に隠されていれば、その微妙な温度差による赤外線の強さを画面に表示して見分けられる。
初期のものは、重量と容積が過大で、歩兵用装備として実用的なものではなかった。小型化を難しくした原因は、おおむね下記の二点であった。
1. -180℃以下にまで冷却しなければ赤外線受光素子が機能しないこと。
2. 赤外線受光素子が一次元のみなので、画像を得るために機械的な走査線スキャン装置が必要だったこと。

特に前者は深刻な問題であり、当初は冷却のためにガスボンベが必須とされ、ガスの残量が使用可能時間を制限した。スターリングエンジンを応用したスターリングクーラーが実用化されると歩兵が肩に担げるほどにまで小型化されたが、歩兵用としてはまだ大きすぎた。
1990年代になって冷却を必要としない二次元受光素子が開発され、初めて小銃のスコープに装着できる実用的なものが完成した。このため、上述の通り、第3世代のパッシブ可視近赤外光暗視装置には、熱線暗視方式を併用している機種もある。

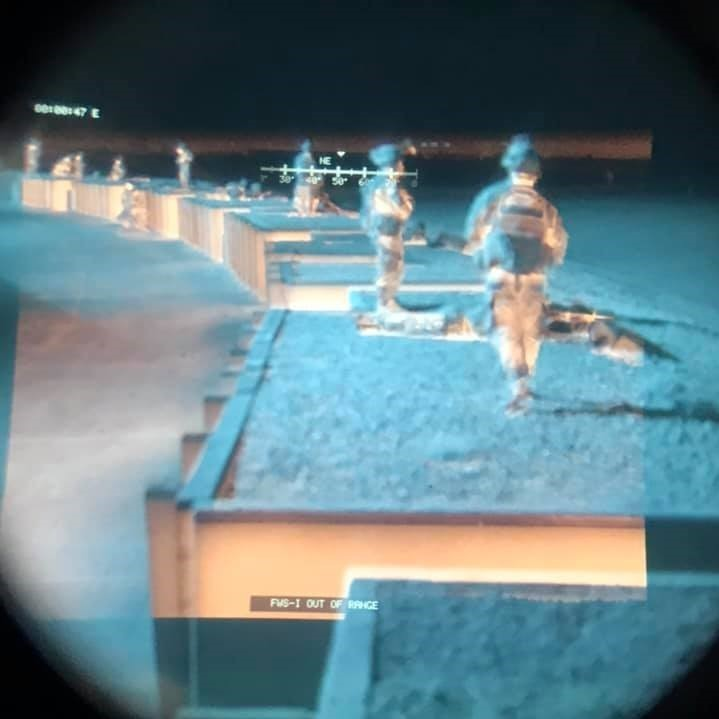
パッシブ光学に熱線暗視画像をオーバーレイして併用したENVG-Bの画像

### フュージョン方式

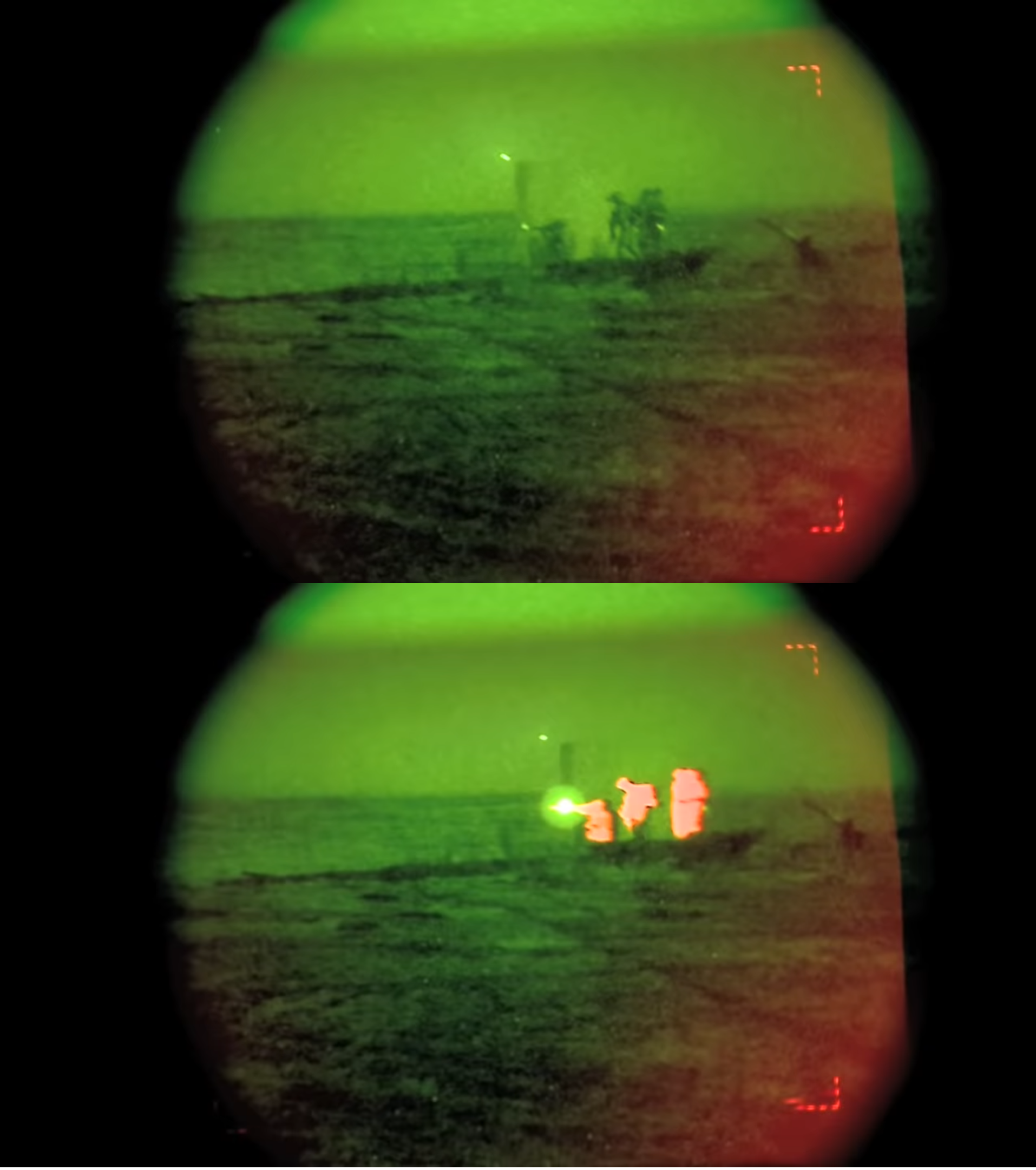
画像増強のみ（上）と赤外線フュージョン方式（下）の比較

フュージョン ナイト ビジョンは、I2 (画像増強) と赤外線画像を組み合わせた暗視技術の新しい進歩であり、中 (MWIR 3-5  μm ) および/または長波長 (LWIR 8-14 μm) の波長範囲で機能する。初期のモデルは 2000年代に登場し、2010年代に進化した。一部のデバイスは専用のフュージョンデバイスだが、その他のデバイスは、標準のI²ナイトビジョン デバイスにサーマル オーバーレイを追加できるクリップ式サーマルイメージャー。
フュージョンシステムは、サーマルオーバーレイ付きの「融合」ナイトビジョン、ナイトビジョンのみ、サーマルのみ、およびアウトライン (サーマル シグネチャを持つオブジェクトの輪郭を描く) やハイライトする「デカフラージュ」などのさまざまな特別なフュージョンモードなど、さまざまなイメージングモードを付与する。
- AN/PSQ-20 ENVG(強化暗視ゴーグル)
- AN/PSQ-36 FGE(Fusion Goggle Enhanced、以前は Fusion Goggle System 用の FGS)
- AN/PSQ-42 ENVG-B (強化暗視ゴーグル - 双眼鏡)
- AN/PSQ-44 ENVG-B(強化暗視ゴーグル - 双眼鏡)
- AN/PAS-29 COTI/E-COTI(拡張)クリップオン熱探知カメラ

## 非軍用用途

### 一般写真分野での使用
一般撮影用カメラのレンズとして、コンタックスRTS用にN-ミロター210mmが販売されていたことがある。

### 天文分野での使用
対象が暗いことから、1980年代後半に天文用としても注目された。肉眼では光害の少ない場所でも6等星までしか見えないが、50mm F1.4のレンズの後ろにイメージ・インテンシファイアを取り付け出力側蛍光面を50mmのアイピースで見ると、9-10等星まで見ることができる。また、光電管の分光感度が赤外線部にまで伸びているためHα線などほとんど目に見えない光での観測ができる利点もあった。
ただし、バックの光も増幅されるため、光害の少ない場所でないと利点を生かすことができない。また、解像力やSN比は低い。

### 自動車の暗視装置・システム

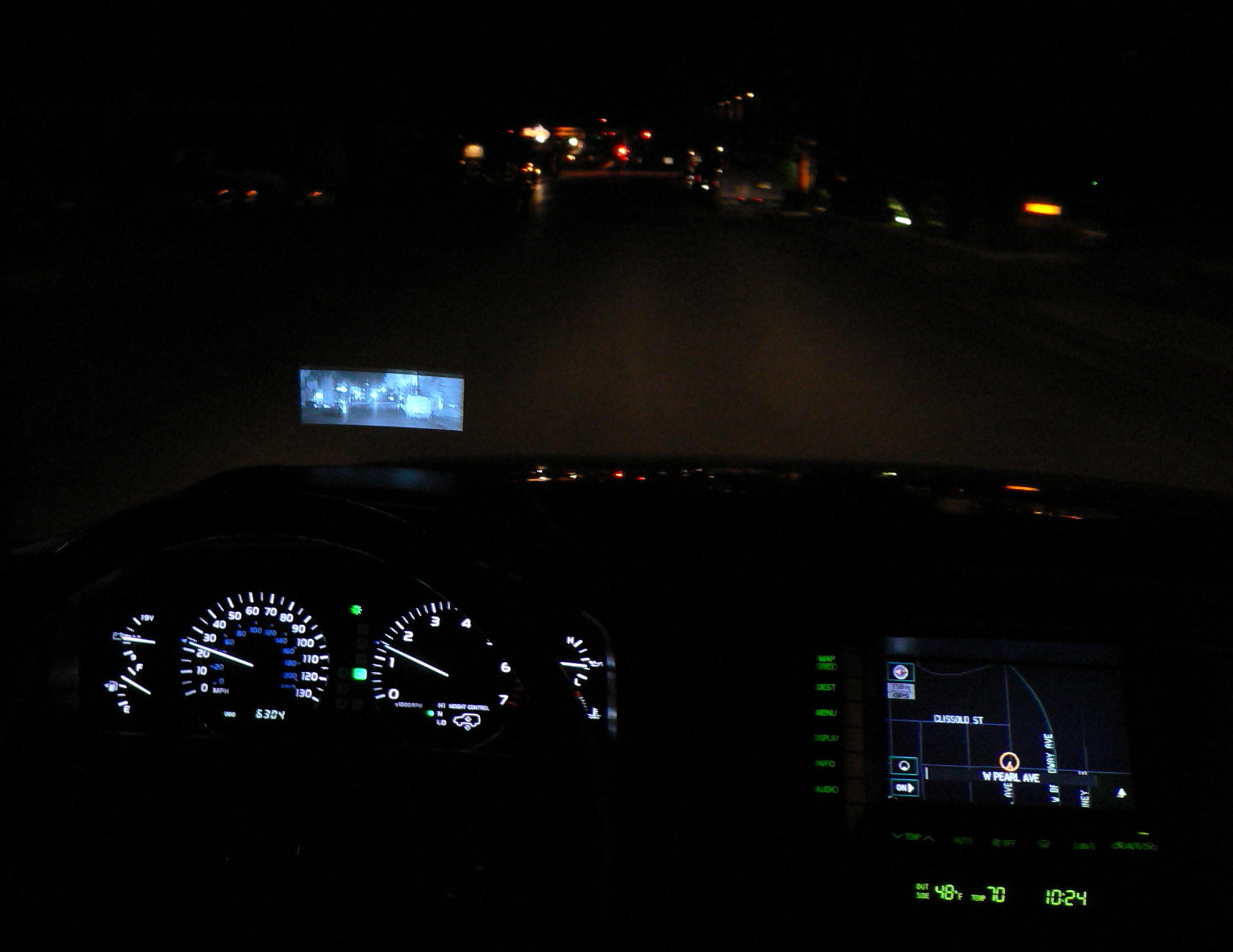
レクサスの暗視装置HUD

自動車の暗視装置・システムは、赤外線カメラでとらえた映像をディスプレイに表示し、夜間の視界を拡大鮮明化することで安全走行に寄与する夜間運転支援システムである。遠赤外線カメラを用いて熱源を検知するものと、近赤外線を照射し赤外線カメラで検知する2つのタイプがある。コスト的には近赤外線タイプが優れるが、検知距離では遠赤外線タイプに劣るなど一長一短がある。各自動車会社が考案し実用化しているが、コストなどの問題から全車に装備するまでは至っておらず、採用されているのは一部の高級車もしくは用途が限定された専用車に限られている。
GM暗視装置
GMがレイセオンのライセンス（名称および独占使用権も含む）を元に開発したシステムで、レイセオンが開発した民間向け低コストの遠赤外線カメラが用いられている。カメラはフロントグリルに埋め込まれ、映像はHUDに表示される。全面改良された2000年モデルのキャデラック・ドゥビル（現キャデラック・DTS）に自動車用安全装備としては初めてオプション設定され、それ以降はシボレー・タホなどにもオプション設定された。2000年モデルでは7,000台以上に装着され好調だったが、世界初のシステムということもあり、オプション金額が高額だったために年々装着数は落ち込み、2003年に廃止されたと同時に暗視装置のライセンスも返上した。
THERMAL-EYE
L-3 コミュニケーションズインフラレッドプロダクツ（元レイセオンコマーシャルインフラレッド）により発売されている遠赤外線カメラで、外付けの自動車用もラインナップされている。
インテリジェント・暗視装置システム
本田技研工業が開発したシステム。2基の遠赤外線カメラにより歩行者や対向車の位置や動きを検知し、HUD上の表示とブザー音により運転者の注意を促すなど、唯一インテリジェント化がされている。2004年に全面改良されたホンダ・レジェンドに日本でのみオプション設定されている。
BMW暗視装置
BMWが採用している遠赤外線タイプのシステムで、オートリブの暗視装置システムを元に開発された。人間工学を重視した設計で、映像はセンターコンソールのディスプレイに表示され、走行速度、走行状態によりパン、ズームを自動で行う機能を持つ。2005年にBMW・7シリーズにオプション設定、その後5シリーズ、6シリーズの一部にも設定されている。
ナイトビュー
トヨタ自動車が開発したシステムで、近赤外線を利用している。最大およそ250 mほどの距離を照射し、認知可能範囲はおよそ150 m。映像はHUDに表示される。2002年に初めてランドクルーザーシグナス（100系）にオプション設定された。クラウンマジェスタではヘッドライトのハイビーム側に、可視光カットフィルターを用いることにより赤外線投光器の役割を付加している。ヘッドアップディスプレイタイプなので、投影窓の上の埃や動く虫も拡大表示される。
ナイトビュー・アシスト
ダイムラー・クライスラー（現 ダイムラー）がボッシュと共同開発したシステム。近赤外線タイプでハイビームモジュールに可視光カットフィルタが取り付けられ、フロントウィンドウ内のカメラで撮影する。映像はインストルメントパネルのLCDに表示される。2005年に全面改良されたメルセデス・ベンツ・Sクラスが初搭載。一方でクライスラーでは採用された例がない。
暗視装置システム
アウディが採用しているシステムで、2009年に全面改良されたA8（D4型）に「アウディプレゼンスパッケージ」の中に組み込まれる形でオプション設定された。
プジョー暗視装置
グループPSA傘下のプジョーが採用されているシステム。2019年に全面改良された508（2代目）に「フルパッケージ」の中に組み込まれるオプションとして設定された。